# Tanerau Latimer
Pour les articles homonymes, voir Latimer.
Pas d'image ? Cliquez ici

a Compétitions nationales et continentales officielles uniquement.

b Matchs officiels uniquement.
Dernière mise à jour le 24 octobre 2018.
Tanerau Latimer, né le 6 mai 1986 à Te Puke (Nouvelle-Zélande), est un joueur de rugby à XV international néo-zélandais évoluant au poste de troisième ligne aile. Il mesure 1,86 m pour 101 kg.

## Carrière

### En club
Tanerau Latimer commence sa carrière professionnelle en 2005 avec l'équipe de Bay of Plenty en National Provincial Championship alors qu'il âgé que de 19 ans. 
En 2006, il fait ses débuts en Super Rugby avec la franchise des Crusaders. 
Il ne reste qu'une saison à Canterbury avant de rejoindre en 2007 la franchise de Waikato : les Chiefs. Avec cette franchise,il remporte le Super Rugby à deux reprises en 2012 et 2013. En 2014, il devient un Centurion (joueur ayant atteint les 100 apparitions avec une équipe) des Chiefs
En 2014, il rejoint pour deux saisons le club japonais des Toshiba Brave Lupus qui évolue en Top League.
À la fin de son contrat au Japon, il retourne jouer une saison en Super Rugby avec la franchise des Blues. La même année, il rejoint la France et le club de l'Aviron bayonnais, tout juste promu en Top 14, pour un contrat de deux saisons. En mai 2018, il est annoncé qu'il n'est pas conservé, après deux saisons avec le club basque.
En 2018, il retourne jouer en Nouvelle-Zélande avec son ancienne équipe de Bay of Plenty en NPC. Après cette dernière saison où il est gêné par des blessures, il met un terme à sa carrière de joueur professionnel, et devient entraîneur du club de Rangiuru dans le championnat de la région de Bay of Plenty. 

### En équipe nationale
Tanerau Latimer a joué avec l'équipe de Nouvelle-Zélande de rugby à sept à partir de 2004, en étant alors âgé de 17 ans, et jusqu'en 2006. Avec cette sélection, il est finaliste de la coupe du monde 2005 et remporte l'étape de rugby à sept des jeux du Commonwealth de 2006
Il a joué avec l'équipe de Nouvelle-Zélande des moins de 19 ans en 2005.
Il joue également avec les Māori All Blacks en 2007 dans le cadre de la Churchill Cup. Il fait son retour dans cette équipe en 2012 dans le cadre d'une tournée en Angleterre, où il est nommé capitaine. 
En juin 2009, il est sélectionné pour la première fois par Graham Henry pour évoluer avec les All Blacks. Il connait sa première cape internationale le 13 juin 2009 à l’occasion d’un test-match contre l'équipe de France à Dunedin. Il connaîtra quatre autres sélections cette année-là, mais ne sera jamais rappelé par la suite, barré par la concurrence de l'inamovible capitaine Richie McCaw.

## Palmarès

### En club et province
- 73 matchs de NPC avec Bay of Plenty.
- 119 matchs de Super Rugby avec les Crusaders, les Chiefs et les Blues.

### En équipe nationale
- 5 sélections avec la Nouvelle-Zélande.
- 0 point.